# Le Feu aux lèvres
Pour plus de détails, voir Fiche technique et Distribution.
Le Feu aux lèvres est un film français  réalisé par Pierre Kalfon, sorti en 1973.

## Fiche technique
- Titre : Le Feu aux lèvres
- Réalisation : Pierre Kalfon assisté de Pascal Vidal et Pierre Geller
- Scénario et dialogues : Pierre Kalfon
- Photographie : Charlet Recors
- Son : Alain Lachassagne
- Décors : Yves Lecoquillière
- Montage : Hélène Viard et Jean-Claude Viard
- Sociétés de production : Golan Productions - Les Films Number One
- Pays :  France
- Durée : 90 minutes (1 h 30)
- Date de sortie : France, 28 juillet 1973

## Distribution
- Bernard Verley : Gabriel
- Olga Georges-Picot : Christine
- Paul Guers : Benoît
- Karin Petersen : Mme Misseron
- Jean Valmont : Misseron
- Jacques Portet : Maître Bouquet